# يا مريا (أغنية)
يا مريا أغنية للمطرب السوداني حمد الريح (بتشديد الراء وفتح الياء وتسكين الحاء) وهي من كلمات الشاعر السوداني صلاح أحمد إبراهيم. وقد ذاع صيتها منذ أن بثتها الإذاعة السودانية بأم درمان على الأثير في منتصف ستينيات القرن الماضي.

## كيفية اختيار كلمات الأغنية والحانها

ذكر الفنان حمد الريح الذي كان يعمل موظفاً بمكتبة جامعة الخرطوم بأنه واثناء أدائه لعمله اليومي المعتاد في المكتبة وقعت عيناه خلال عملية رص الكتب في الأرفف المخصة لها بعد تصنيفها وفهرستها علي كتاب عنوانه «غابة الأبنوس»، وقد شده العنوان ودفعه الفضول إلى تصفح الكتاب الذي كان أحد دواوين شعر صلاح أحمد إبراهيم. وكانت قصيدة غابة الأبنوس هي أكثر من لفت نظره لجزالة الفاظها وما تحتويه من معان وأسماء اعلام غريبة لديه فقال في نفسه: هذا كلام لا بد أن يتم التغنى به. فأخذ الكتاب معه إلى منزله وظل يحاول وهو في طريقه إلى جزيرة توتي وسط النيل الأزرق، حيث يسكن، وضع الحان لكلمات القصيدة، حتى تمكن في ظرف ساعتين من إيجاد لحن مناسب لها عبر أوتار العود،
 ومن ثم ادخل الأوركسترا وتحولت بعض أجزاء القصيدة إلى أغنية بعنوان «يا مريا» وتمت اجازتها من قبل لجنة النصوص بالإذاعة السودانية بأم درمان ومن ثم تسجيلها وبثها على الأثير.

### موسيقي الاغنية
تَتبَع الأغنية في موسيقاها السلم الخماسي الذي يسود الموسيقى السودانية واسلوب التلحين التقليدي المعتمد على آلات الكمان (حوالي ثلاثة في أغنية ماريا) والغيتار والسكسفون وآلة المفاتيح والأوكورديون والدربكة للإيقاع. وقد أخذ اللحن نغمة الحنين على طبقة صوت جواب القرار وهو تصنيف لطبقة صوت أداء حمد الريح وأما الإيقاع فهو ايقاع التم تم السوداني التقليدي.

### شاعر الأغنية
شاعرالأغنية صلاح أحمد إبراهيم (1933 - 1993) وهو أحد رواد مدرسة الغابة والصحراء، وله عدة أعمال شعرية جمعها في داوين منها غابة الأبنوس التي صدرت طبعتها الأولى عام 1959.
 وغضبة الهبباي وهو واحد من قلائل شعراء اللغة العربية المعاصرين الذين قاموا بتوظيف الأساطير في اشعارهم، متأثرين بالتجربة الشعرية الغربية، وبتيار بالرومانسية والذي ارتاده إلى جانب صلاح أحمد إبراهيم كل من أديب مظهر، وسعيد عقل، إلياس أبو شبكة وجبران خليل جبران وبدر شاكر السياب وادونيس. وقد برز ذلك جليا في قصيدته مريا وهي حافلة برموز اساطير الميثولوجيا الإغريقية واحداثها فهناك أسماء مثل النحات فيدياس وجبل الأوليمب وباخوس إله الخمر ويوليوس والعملاق بروميثيوس الذي عاقبه إله الإغريق زيوس، وهيلين أجمل نساء الأرض عند الإغريق وقد استخدم صلاح هذه الشخصيات الاسطورية في وصف ماريا و في وصف نفسه تارة، وفي وصف احداث اللقاء مع ماريا تارة أخرى، مع الكثير من الصور البلاغية.

## قصة كتابة النص
نقل عن صلاح احمد إبراهيم قوله بأنه وعند عودته من مؤتمر كتاب وأدباء أسيا وافريقيا الذي انعقد في طشقند، عاصمة اوزبكستان (احدي جمهوريات الاتحاد السوفيتي سابقاً) عام 1958.

اسثقل الطائرة من الاتحاد السوفيتي وحتي أثينا، اليونان ومنها إلى الخرطوم واثناء رحلته إلى أثينا كانت تجلس إلى جواره داخل الطائرة فتاة يونانية اسمها ماريا فتعارفا وتجاذبا اطراف الحديث، فحدثها عن السودان وكلمته هي عن بلادها اليونان.اعجب بجمالها فاستلهم القصيدة مستخدما شخوص واحداث الميثولوجيا اليونانية القديمة. فشبه احاسيسه بمشاعرهم ووصف ماريا بجمال حواريهم وفتياتهم.

## نص الأغنية
يا مريا
ليت لي إزميل فيدياس وروحاً عبقرية
وأمامي تل مرمر
لنحت الفتنة الهوجاء في نفس مقاييسك تمثالاً مكبر
وجعلت الشعر كالشلال، بعض يلزم الكتف وبعض يتبعثر
وعلى الأهداب ليلا يتعثر
وعلى الأجفان لغزاً لا يُفَسر
وعلى الخدين نوراً يتكسر
وعلى الأسنان سُكر
وفماً كالأسد الجوعان زمجر
يرسل الهمس به لحناً معطر
ينادي شفة عطشى وأخرى تتحسر
وعلى الصدر نوافير جحيم تتفجر
وحزاماً في مضيق، كلما قلت قصير هو، كان الخصر أصغر
يا مريا
ليت لي أزميل فيدياس وروحاً عبقرية
لكنت أبدعتك يا ربة حسن بيدي
يا مريا
ليتني في قمة الأوليمب جالس
وحوالي العرائس
وأنا في ذروة الإلهام بين الملهمات
أحتسي خمرة باخوس النقية
فإذا ما سرت النشوة في
أتداعَى، وأنادي: يا بنات
نقروا القيثارة في رفق وهاتوا الأغنيات.. لمريا
يا مريا
ما لعشرينين باتت في سعير تتقلب
ترتدي ثوب عزوف وهي في الخفية ترغب!
وبصدرينا بروميثيوس في الصخرة مشدودا يعذب
فبجسم ألف نار وبجسم ألف عقرب
أنت يا هيلين،
يا من عبرَتْ تلقاءها بحر عروقي ألف مركب
يا عيونا كالينابيع صفاءًً ونداوة
وشفاها كالعناقيد امتلاءً وحلاوة
وخدوداً مثل أحلامي ضياءً وجمالا
وقواما يتثنى كبرياءً واختيالا
ودما ضجت به كل الشرايين اشتهاء، يا صبية
تصطلي منه صباحاًً ومساءَ، غجرية
يا مريا
أنا من إفريقيا: صحرائها الكبرى وخط الاستواء
شحنتني بالحرارات الشموس
وشوتني كالقرابين على نار المجوس
لفحتني فأنا منها كعودالأبنوس
وأنا منجم كبريت سريع الاشتعال
يتلظى كلما اشتم على بعد تعال
يا مريا
أنا من إفريقيا جوعان كالطفل الصغير
وأنا أهفو إلى تفاحة حمراء من يقربها يصبح مذنب
فهلمي ودعي الحمقاء تغضب
وأنبئيها أنها لم تحترم رغبة نفس بشرية
أي فردوس بغير الحب كالصحراء مجدب
يا مريا
وغدا تنفخ في أشرعتي أنفاس فرقة
وأنا أزداد نأيا مثل يوليس وفي الأعماق حرقة
ربما لا نلتقي ثانية يا مريا،
فتعالي وقعي اسمك بأحرف من نار في شفتي
وقولي وداعا
```
يا مريا
```

## استمع للأغنية
أضغط للاستماع إلى أغنية مريا مسجلة في يوتيوب